# Capcom Power System Changer
Il Capcom Power System Changer o CPS Changer è una console basata sull'hardware arcade CP System, prodotta nel 1994 e venduta in Giappone dalla Capcom. Imitando il Neo Geo, il CPS Changer permette di giocare a perfette conversioni di titoli da sala giochi apparsi sui sistemi CPS-1, CPS Dash e CPS-2. 
I giochi per CPS Changer sono circuiti stampati rinchiusi in cartucce più grandi della console stessa. 
Con un po' di adattamenti il CPS Changer si può utilizzare per eseguire anche la maggior parte dei circuiti stampati arcade che seguono lo standard JAMMA, ma non si può considerare un equivalente del Super Gun. Il CPS Changer è intenzionalmente non configurato per eseguire bene il JAMMA e anche la sua forma fisica rende difficile il collegamento con giochi diversi da quelli ufficialmente pubblicati per il sistema.
Il joystick Power Stick Fighter della Capcom, venduto opzionalmente insieme alla console, è simile ai controlli di un arcade a 6 pulsanti, e si può dotare anche di un adattatore a infrarossi per collegarlo senza fili. La console è compatibile anche con i controller del Super Famicom.
Il CPS Changer era venduto con un Power Stick Fighter e il gioco Street Fighter II: Hyper Fighting per 39.800 yen, oppure senza il joystick per 34.800 yen. Altri giochi furono venduti inizialmente per 20.000 yen, oppure 55.000 yen comprandone tre.
La console costava circa 10.000 yen in meno rispetto al Neo Geo AES; anche i giochi erano complessivamente meno cari e probabilmente di qualità superiore. Ciononostante, il CPS Changer non fu un gran successo. Era disponibile solo per ordine postale diretto alla Capcom, e non fu mai venduto ufficialmente nei negozi. Il sistema fu supportato dalla Capcom fino al 1996 circa.
La console e i suoi giochi sono divenuti pezzi da collezione estremamente rari. Tra le console giapponesi ufficialmente pubblicate è la più rara del mondo.

## Videogiochi
Secondo Retro Gamer 84 la Capcom pubblicò in tutto 13 giochi per CPS Changer; tuttavia secondo blockfort.com, dei 13 titoli pubblicizzati,  The Punisher e Cadillacs and Dinosaurs non vennero mai pubblicati.
| Data di uscita | Titolo inglese                          | Titolo giapponese                                                                                      | Genere      |
| -------------- | --------------------------------------- | --- | ----------- |
| 1994           | Adventure Quiz: Capcom World 2          | Adventure Quiz Capcom World 2 (アドベンチャークイズカプコンワールド2)                                  | Quiz        |
| 1995           | Captain Commando                        | Captain Commando (キャプテンコマンドー)                                                                | Picchiaduro |
| 1994           | Final Fight                             | Final Fight (ファイナルファイト)                                                                       | Picchiaduro |
| 1995           | Knights of the Round                    | Knights of the Round (ナイツオブザラウンド)                                                            | Picchiaduro |
| 1995           | Muscle Bomber Duo: Ultimate Team Battle | Muscle Bomber Duo: Heat Up Warriors (マッスルボマーDUO -Heat Up Warriors-)                             | Wrestling   |
| 1995           | Saturday Night Slam Masters             | Muscle Bomber: The Body Explosion (マッスルボマー -The Body Explosion-)                                | Wrestling   |
| 1995           | Street Fighter Alpha                    | Street Fighter Zero (ストリートファイターZERO)                                                         | Picchiaduro |
| 1994           | Street Fighter II: Hyper Fighting       | Street Fighter II′ (Dash) Turbo: Hyper Fighting (ストリートファイターⅡダッシュターボ -Hyper Fighting-) | Picchiaduro |
| 1994           | Street Fighter II: Champion Edition     | Street Fighter II′ (Dash): Champion Edition (ストリートファイターⅡダッシュ -Champion Edition-)         | Picchiaduro |
| 1995           | The King of Dragons                     | The King of Dragons (ザ・キングオブドラゴンズ)                                                         | Picchiaduro |
| 1994           | Warriors of Fate                        | Tenchi o Kurau II: Sekiheki no Tatakai (天地を喰らう2・赤壁の戦い)                                     | Picchiaduro |

I migliori titoli secondo la rivista Retro Gamer sono Final Fight, Captain Commando e Street Fighter II: Hyper Fighting.